# Elsa Martinelli
Elsa Martinelli, född Elsa Tia 30 januari 1935 i Grosseto, Toscana, död 8 juli 2017 i Rom, var en italiensk fotomodell och skådespelerska.

## Utmärkelser
Martinelli utsågs till bästa kvinnliga skådespelare för Donatella vid Filmfestivalen i Berlin 1956.

## Roller i urval
- 1954 – Rött och svart (ej krediterad)
- 1956 – Donatella
- 1959 – Den hårda natten
- 1962 – Hatari!
- 1962 – Hotel International
- 1962 – Processen
- 1965 – Maffia
- 1967 – Amor skjuter skarpt
- 1967 – Blodigt spel i western
- 1968 – Candy
- 1979 – Helgonet återvänder (TV-serie)
- 1992 – Trubbelmakarna